# Happiness Is a Warm Gun
Pistes de The Beatles
While My Guitar Gently Weeps Martha My Dear
Happiness Is a Warm Gun est une chanson des Beatles figurant sur l'album The Beatles (ou « Album blanc ») sorti en 1968. Elle est essentiellement écrite par John Lennon, bien qu'elle soit créditée Lennon/McCartney.

## Composition
John Lennon a dit un jour de cette chanson qu'elle était « une sorte d'histoire du rock 'n' roll », car elle comprend trois sections différentes alors que le morceau dure moins de trois minutes. Après une brève introduction au chant accompagné d'une guitare (« She's not a girl who misses much... », paroles qui font référence à Yoko Ono), la batterie, la basse et la deuxième guitare font leur apparition, et le morceau se poursuit sur des paroles surréalistes qui auraient été inspirées à John Lennon lors d'un trip sous LSD : « She's well acquainted with the touch of the velvet hand like a lizard on a window pane/The man in the crowd with the multicoloured mirrors on his hobnail boots [...] »
La chanson enchaîne ensuite une autre section qui est en fait un fragment provenant d'un autre morceau de John Lennon appelé I Need a Fix, et dont on peut entendre la démo enregistrée au printemps 1968, sur l'album Anthology 3. Les paroles de cette section, « I need a fix/cause I'm going down [...] Mother superior jump the gun », peuvent faire penser que la chanson parle de la dépendance à l'héroïne de John Lennon à cette époque — dépendance notoire à laquelle il fait lui-même allusion dans sa chanson Cold Turkey avec le Plastic Ono Band. Cependant, Lennon a nié cette interprétation. La fin est une parodie de doo-wop, (« happiness is a warm gun ») avec des chœurs chantant « bang, bang, shoot, shoot ». La structure à plusieurs sections de ce morceau inspirera plus tard Radiohead pour leur morceau Paranoid Android de l'album OK Computer.
Une des caractéristiques musicales les plus remarquables de cette chanson sont les fréquents changements de signature rythmique. Elle commence en 4/4, passe en 3/4 pendant la partie « I need a fix... », puis en 6/8, 3/4, 4/4... Pendant l'interlude parlé de la section finale, la partie instrumentale revient en 3/4 à part la batterie qui reste en 4/4. C'est l'un des rares cas de polyrythmie dans l'œuvre des Beatles.
D'après une interview de John Lennon parue en 1970 dans le magazine Rolling Stone, le titre de cette chanson vient de la couverture d'un magazine d'armes à feu que le producteur George Martin lui avait montré : « Je crois qu'il m'avait montré la couverture d'un magazine qui disait Happiness Is a Warm Gun (Le bonheur est un pistolet chaud). C'était un magazine d'armes à feu. J'ai trouvé que c'était une formule fantastique, insensée. Si le pistolet est encore chaud ça veut dire que vous venez juste de tirer. » Il est par ailleurs probable que l'expression tirée du magazine soit elle-même inspirée, comme beaucoup d'autres à l'époque, de la réplique d'un personnage du comic strip Peanuts : Happiness is a warm puppy (Le bonheur est un petit toutou bien chaud), publié au début des années 1960.

## Enregistrement et publication
La chanson est enregistrée les 23 et 24 septembre 1968 aux studios d'Abbey Road. C'est John qui chante.
Elle est éditée le 22 novembre 1968 sur le double album. On peut également trouver une version démo sur la compilation Anthology 3.

## Fiche technique

### Interprètes
- John Lennon : chant, chœurs, guitare électrique, orgue
- Paul McCartney : basse, piano, chœurs
- George Harrison : guitare électrique, chœurs
- Ringo Starr : batterie, tambourin

## Reprises
La chanson a été reprise par de nombreux artistes parmi lesquels Tori Amos sur l'album Strange Little Girls, U2 (The Best of 1990-2000), Guns N' Roses, The Breeders sur l'album Pod, Alanis Morissette, Gilby Clarke, Phish, Marc Ribot, Psychic TV, Sky Ferreira (mashup Happiness Is a Warm Gun/Still D.R.E) etc.
En 2004, le DJ/producteur Danger Mouse reprend le morceau ainsi que d'autres de l'« Album blanc » dans The Grey Album, un album de remixes "mashup" mêlant des samples des Beatles avec des versions a cappella du Black Album du rappeur Jay-Z.
Elle est interprétée par Joe Anderson et Salma Hayek dans le film Across the Universe.
Cette chanson figure également dans le film documentaire de Michael Moore "Bowling for Columbine" sur la prolifération des armes à feu aux États-Unis. Elle illustre une séquence notable qui reprend de courts extraits de films d'actualité de suicides ou meurtres filmés.

## Source de la traduction
- (en) Cet article est partiellement ou en totalité issu de l’article de Wikipédia en anglais intitulé « Happiness Is a Warm Gun » (voir la liste des auteurs).